# 上代丁根
上代丁根（德語：Oberderdingen）是德国巴登-符腾堡州的一个市镇。总面积33.57平方公里，总人口10428人，其中男性5139人，女性5289人（2011年12月31日），人口密度311人/平方公里。